# Nati nel 1968/Febbraio
| Questa pagina contiene informazioni ricavate automaticamente dalle voci biografiche con l'ausilio del template Bio e di un bot. L'aggiornamento è periodico e automatico e ricostruisce completamente la pagina. Se manca una persona in questa lista, sei pregato di non aggiungerla, ma accertati piuttosto che la sua voce biografica contenga il template Bio e che i dati anagrafici siano correttamente compilati. Se il template Bio manca, inseriscilo tu stesso o, in alternativa, metti l'avviso {{tmp\|Bio}} che ne segnala la mancanza. Se i dati riportati sono sbagliati, correggi direttamente la voce biografica; le modifiche saranno visibili in questa lista entro pochi giorni. Per chiarimenti vedi il progetto biografie. La lista contiene solo le 300 persone che sono citate nell'enciclopedia e per le quali è stato implementato correttamente il template Bio. Pagina aggiornata al 10 ago 2025. |

- 1º febbraio - Debby Applegate, storica e biografa statunitense
- 1º febbraio - Philippe Falardeau, regista e sceneggiatore canadese
- 1º febbraio - Gianfranco Continenza, musicista e chitarrista italiano
- 1º febbraio - Cheb Hasni, cantante algerino († 1994)
- 1º febbraio - Fabrizio Mainini, coreografo italiano
- 1º febbraio - Vitalij Nosov, ex cestista e allenatore di pallacanestro russo
- 1º febbraio - Kōtarō Oshio, chitarrista giapponese
- 1º febbraio - Alício Pena Júnior, ex arbitro di calcio brasiliano
- 1º febbraio - Lisa Marie Presley, cantautrice statunitense († 2023)
- 1º febbraio - Javier Sánchez, ex tennista spagnolo
- 1º febbraio - Max Schioppa, illustratore e personaggio televisivo italiano
- 1º febbraio - Pauly Shore, attore e comico statunitense
- 1º febbraio - Pål Skistad, ex calciatore norvegese
- 1º febbraio - Brett Szabo, ex cestista statunitense
- 1º febbraio - Hannes Trinkl, dirigente sportivo e ex sciatore alpino austriaco
- 2 febbraio - Michael Arias, regista, produttore cinematografico e effettista statunitense
- 2 febbraio - Joanna Bator, scrittrice, giornalista e attivista polacca
- 2 febbraio - Stefano Bordon, ex rugbista a 15 e allenatore di rugby a 15 italiano
- 2 febbraio - Espen Bredesen, ex saltatore con gli sci norvegese
- 2 febbraio - Gianluca Cantalamessa, politico italiano
- 2 febbraio - Sean Elliott, ex cestista statunitense
- 2 febbraio - Stéphane Grégoire, ex calciatore francese
- 2 febbraio - Gianluca Guidi, rugbista a 15 e allenatore di rugby a 15 italiano
- 2 febbraio - Steve Henson, ex cestista e allenatore di pallacanestro statunitense
- 2 febbraio - Ulrik Jansson, ex calciatore svedese
- 2 febbraio - Li Chunyang, ex ginnasta cinese
- 2 febbraio - Paolo Pittino, ex canottiere italiano
- 2 febbraio - Aivars Pozņaks, ex calciatore lettone
- 2 febbraio - Huey Richardson, ex giocatore di football americano statunitense
- 3 febbraio - Vlade Divac, ex cestista e dirigente sportivo jugoslavo
- 3 febbraio - Christine Gomis, ex cestista francese
- 3 febbraio - Mark Koevermans, ex tennista e dirigente sportivo olandese
- 3 febbraio - František Kučera, ex hockeista su ghiaccio ceco
- 3 febbraio - Mary Onyali-Omagbemi, ex velocista nigeriana
- 3 febbraio - Darren Peacock, allenatore di calcio e ex calciatore inglese
- 3 febbraio - Marlis Petersen, cantante lirica e musicista tedesca
- 3 febbraio - Franz Schädler, ex calciatore e allenatore di calcio liechtensteinese
- 3 febbraio - Harry Schädler, ex calciatore liechtensteinese
- 3 febbraio - Wang Lihong, ex schermidore cinese
- 4 febbraio - Guillermo Andino, giornalista argentino
- 4 febbraio - Geoff Aunger, ex calciatore canadese
- 4 febbraio - Joachim Brudziński, politico polacco
- 4 febbraio - Mirsad Dedić, ex calciatore bosniaco
- 4 febbraio - Víctor Díaz, ex cestista venezuelano
- 4 febbraio - Beate Gummelt, ex marciatrice tedesca
- 4 febbraio - Toni Muñoz, ex calciatore spagnolo
- 4 febbraio - Kuranosuke Sasaki, attore giapponese
- 4 febbraio - Éric Sikora, dirigente sportivo, allenatore di calcio e ex calciatore francese
- 4 febbraio - Stefano Tartarotti, illustratore e fumettista italiano
- 4 febbraio - Sami Trabelsi, allenatore di calcio e ex calciatore tunisino
- 5 febbraio - Andreas Aabel, ballerino e coreografo norvegese
- 5 febbraio - Roberto Alomar, ex giocatore di baseball portoricano
- 5 febbraio - Héctor Bidoglio, allenatore di calcio e ex calciatore argentino
- 5 febbraio - Enrico Cappelletti, politico italiano
- 5 febbraio - Mevlüt Çavuşoğlu, politico turco
- 5 febbraio - Donato Di Monte, ex cestista e dirigente sportivo italiano
- 5 febbraio - Will Furrer, ex giocatore di football americano statunitense
- 5 febbraio - Marcus Grönholm, ex pilota di rally finlandese
- 5 febbraio - Spas Natov, cestista bulgaro († 2021)
- 5 febbraio - Regina Rajchrtová, ex tennista cecoslovacca
- 5 febbraio - Peter Woodring, ex calciatore statunitense
- 6 febbraio - Piergiorgio Bontempi, pilota motociclistico italiano
- 6 febbraio - Lady of Rage, rapper e attrice statunitense
- 6 febbraio - Patrick Lemarié, pilota automobilistico francese
- 6 febbraio - Roberto Onofri, conduttore televisivo, autore televisivo e disc jockey italiano
- 6 febbraio - Boris Preti, ex ginnasta italiano
- 6 febbraio - Deni Qaysumov, ex calciatore azero
- 6 febbraio - José Antonio Satué Huerto, vescovo cattolico spagnolo
- 6 febbraio - Santa Scorese, italiana († 1991)
- 6 febbraio - Elke Sleurs, politica belga
- 6 febbraio - Adolfo Valencia, ex calciatore colombiano
- 6 febbraio - Akira Yamaoka, polistrumentista e compositore giapponese
- 7 febbraio - Peter Bondra, ex hockeista su ghiaccio slovacco
- 7 febbraio - Brian Deane, allenatore di calcio e ex calciatore inglese
- 7 febbraio - Sully Erna, cantante statunitense
- 7 febbraio - Piero Greco, allenatore di hockey su ghiaccio e ex hockeista su ghiaccio canadese
- 7 febbraio - Katja Kean, ex attrice pornografica danese
- 7 febbraio - Magdalena Moise, ex cestista rumena
- 7 febbraio - Davide Pessina, ex cestista italiano
- 7 febbraio - Giovanni Scattone, insegnante italiano
- 7 febbraio - Niklaus Schurtenberger, cavaliere svizzero
- 7 febbraio - Martin Sinner, ex tennista tedesco
- 7 febbraio - Mark Tewksbury, ex nuotatore canadese
- 7 febbraio - Wu Bing, ex calciatore e ex giocatore di calcio a 5 cinese
- 8 febbraio - Massimo Antonelli, giocatore di curling e dirigente sportivo italiano
- 8 febbraio - Mickey Brown, ex calciatore inglese
- 8 febbraio - Gary Coleman, attore statunitense († 2010)
- 8 febbraio - Joy Fawcett, allenatrice di calcio e ex calciatrice statunitense
- 8 febbraio - Caleb Francis, allenatore di calcio e ex calciatore norvegese
- 8 febbraio - Glynn Morgan, cantante, compositore e produttore discografico britannico
- 8 febbraio - Claudette Pace, cantante e politica maltese
- 8 febbraio - Alison Scott, ex tennista australiana
- 8 febbraio - Ângelo Victoriano, cestista e allenatore di pallacanestro angolano († 2024)
- 9 febbraio - Pascal Chanteur, ex ciclista su strada francese
- 9 febbraio - Alejandra Guzmán, cantante messicana
- 9 febbraio - Bob Hanning, allenatore di pallamano e dirigente sportivo tedesco
- 9 febbraio - Nicolas Huysman, allenatore di calcio e ex calciatore francese
- 9 febbraio - Yuka Koyama, doppiatrice giapponese
- 9 febbraio - Darius Lukminas, ex cestista lituano
- 9 febbraio - Frédéric Meyrieu, ex calciatore francese
- 9 febbraio - Derek Strong, ex cestista statunitense
- 10 febbraio - Fabrice Courcier, allenatore di pallacanestro e ex cestista francese
- 10 febbraio - Annette Dobmeier, ex schermitrice tedesca
- 10 febbraio - Matthias Hamann, dirigente sportivo, allenatore di calcio e ex calciatore tedesco
- 10 febbraio - Mark Heidenfeld, scacchista irlandese
- 10 febbraio - Antonio Nicita, economista italiano
- 10 febbraio - Garrett Reisman, ingegnere e ex astronauta statunitense
- 10 febbraio - Giorgio Salvitti, politico italiano
- 10 febbraio - Maria Tranchina, pesista e martellista italiana
- 10 febbraio - Joe Wylie, ex cestista statunitense
- 11 febbraio - Lavinia Agache, ex ginnasta romena
- 11 febbraio - Daniele Belotti, politico italiano
- 11 febbraio - Gil Marques, allenatore di calcio a 5 e ex giocatore di calcio a 5 brasiliano
- 12 febbraio - Julie Bertuccelli, regista e sceneggiatrice francese
- 12 febbraio - Josh Brolin, attore statunitense
- 12 febbraio - Mauricio Cienfuegos, allenatore di calcio e ex calciatore salvadoregno
- 12 febbraio - Isabel Santos, politica portoghese
- 12 febbraio - Florin Constantinovici, allenatore di calcio e ex calciatore rumeno
- 12 febbraio - Pasquale De Vincenzo, ex calciatore italiano
- 12 febbraio - Chris Dyer, ingegnere australiano
- 12 febbraio - Svein Enersen, ex calciatore norvegese
- 12 febbraio - Xavi Fernández, ex cestista spagnolo
- 12 febbraio - Darren Foreman, ex calciatore inglese
- 12 febbraio - Farrah Forke, attrice statunitense († 2022)
- 12 febbraio - Christopher McCandless, viaggiatore statunitense († 1992)
- 12 febbraio - Giovanni Marchetti, allenatore di hockey su ghiaccio e ex hockeista su ghiaccio italiano
- 12 febbraio - Richard Medina, ex cestista venezuelano
- 12 febbraio - Chynna Phillips, cantante e attrice statunitense
- 12 febbraio - Emili Rosales i Castellà, scrittore e editore spagnolo
- 12 febbraio - Ioan Sabău, allenatore di calcio e ex calciatore rumeno
- 12 febbraio - Carrie Steinseifer, ex nuotatrice statunitense
- 12 febbraio - Aigars Zeidaks, ex cestista lettone
- 13 febbraio - Kelly Hu, attrice, ex modella e doppiatrice statunitense
- 13 febbraio - Niamh Kavanagh, cantante irlandese
- 13 febbraio - Ken Leblanc, ex bobbista canadese
- 13 febbraio - Eliana Liotta, giornalista e scrittrice italiana
- 13 febbraio - James Phiri, calciatore zambiano († 2001)
- 13 febbraio - Alejandro Russo, ex calciatore argentino
- 13 febbraio - Yasuhiro Yamada, calciatore giapponese († 2013)
- 14 febbraio - Göran Bergort, allenatore di calcio e ex calciatore svedese
- 14 febbraio - Alicia Borrachero, attrice spagnola
- 14 febbraio - Stefan Botev, ex sollevatore bulgaro
- 14 febbraio - Antonius Franciskus Subianto Bunyamin, vescovo cattolico indonesiano
- 14 febbraio - Diego Fortuna, ex discobolo italiano
- 14 febbraio - Ľubomír Galko, politico slovacco
- 14 febbraio - Raúl González Triana, allenatore di calcio cubano
- 14 febbraio - Phill Lewis, attore statunitense
- 14 febbraio - Scott McClellan, funzionario e scrittore statunitense
- 14 febbraio - Bjarki Mohr, ex calciatore faroese
- 14 febbraio - Donatella Poretti, politica italiana
- 14 febbraio - Scott Sharp, pilota automobilistico statunitense
- 14 febbraio - Alejandra de la Guerra, ex pallavolista peruviana
- 15 febbraio - Angelica Bella, attrice pornografica ungherese († 2021)
- 15 febbraio - Gheorghe Craioveanu, ex calciatore rumeno
- 15 febbraio - Mike Dimkich, chitarrista e compositore statunitense
- 15 febbraio - Geli, ex calciatore spagnolo
- 15 febbraio - Ashutosh Gowariker, regista indiano
- 15 febbraio - Major Harris, ex giocatore di football americano statunitense
- 15 febbraio - Axelle Red, cantautrice belga
- 15 febbraio - Robert Schwentke, regista tedesco
- 15 febbraio - Tomas Svensson, ex pallamanista e allenatore di pallamano svedese
- 15 febbraio - Gloria Trevi, cantante messicana
- 15 febbraio - Patrick Wolff, scacchista statunitense
- 16 febbraio - Warren Ellis, fumettista, giornalista e scrittore britannico
- 16 febbraio - Alain Feutrier, ex sciatore alpino francese
- 16 febbraio - Jeffrey Ford, montatore statunitense
- 16 febbraio - Franz Hotz, ex ciclista su strada svizzero
- 16 febbraio - Normunds Sējējs, dirigente sportivo, ex hockeista su ghiaccio e allenatore di hockey su ghiaccio lettone
- 16 febbraio - Adina-Ioana Vălean, politica rumena
- 16 febbraio - Olena Žyrko, ex cestista ucraina
- 17 febbraio - Johnny Branch, ex cestista statunitense
- 17 febbraio - Chau Cheong Wa, ex calciatore e ex giocatore di calcio a 5 hongkonghese
- 17 febbraio - Patrick Dupriez, politico belga
- 17 febbraio - Jérôme Gnako, ex calciatore francese
- 17 febbraio - Ellen Kiessling, ex mezzofondista tedesca
- 17 febbraio - Marco Marsilio, politico italiano
- 17 febbraio - Mainoumi Shūhei, lottatore di sumo giapponese
- 17 febbraio - Pyo Pil-sang, ex cestista sudcoreano
- 17 febbraio - Giuseppe Signori, ex calciatore italiano
- 17 febbraio - Wuerkaixi, attivista cinese
- 18 febbraio - Pierpaolo Capovilla, cantautore e bassista italiano
- 18 febbraio - Jette Joop, stilista, designer e politica tedesca
- 18 febbraio - Molly Ringwald, attrice statunitense
- 18 febbraio - Silvia Rocca, disc jockey, personaggio televisivo e ex modella italiana
- 18 febbraio - Tommy Tallarico, compositore statunitense
- 18 febbraio - Gianluigi Valleriani, allenatore di calcio e ex calciatore italiano
- 19 febbraio - Paulo Sérgio Bento Brito, allenatore di calcio e ex calciatore portoghese
- 19 febbraio - Frank Watkins, bassista statunitense († 2015)
- 19 febbraio - Kim Hawthorne, attrice e doppiatrice statunitense
- 19 febbraio - Mark Hudis, sceneggiatore e produttore televisivo statunitense
- 19 febbraio - Paddy Johns, britannico
- 19 febbraio - Nathan Levialdi Ghiron, docente italiano
- 19 febbraio - Alberto Moioli, critico d'arte, saggista e scrittore italiano
- 19 febbraio - Stochelo Rosenberg, chitarrista olandese
- 19 febbraio - Jennifer Saul, filosofa britannica
- 19 febbraio - Francesco Venuto, produttore discografico italiano
- 19 febbraio - Gianpaolo Zandegiacomo, giocatore di curling italiano
- 20 febbraio - Massimo Banzi, imprenditore e designer italiano
- 20 febbraio - Sylvain Bellemare, fonico canadese
- 20 febbraio - Simone Bianchetti, velista e navigatore italiano († 2003)
- 20 febbraio - Remko Bicentini, allenatore di calcio e ex calciatore olandese
- 20 febbraio - Ernesto Jesús Brotóns Tena, vescovo cattolico spagnolo
- 20 febbraio - Laure Guibert, attrice francese
- 20 febbraio - Ha Seok-ju, allenatore di calcio e ex calciatore sudcoreano
- 20 febbraio - Javi Luke, ex calciatore spagnolo
- 20 febbraio - Ric Roman Waugh, regista, sceneggiatore e produttore cinematografico statunitense
- 21 febbraio - James Allison, ingegnere britannico
- 21 febbraio - Aureli Altimira, preparatore atletico e ex calciatore spagnolo
- 21 febbraio - Dan Calichman, allenatore di calcio e ex calciatore statunitense
- 21 febbraio - Ivan Cotroneo, scrittore, sceneggiatore e regista italiano
- 21 febbraio - Miguel Ángel Echenausi, allenatore di calcio e ex calciatore venezuelano
- 21 febbraio - Patrick Gallagher, attore canadese
- 21 febbraio - Ffion Hague, conduttrice televisiva, scrittrice e funzionaria britannica
- 21 febbraio - Werner Haim, ex saltatore con gli sci austriaco
- 21 febbraio - Jörg Kukies, politico, banchiere e economista tedesco
- 21 febbraio - Özcan Melkemichel, allenatore di calcio e ex calciatore svedese
- 21 febbraio - Roberto Menegotto, ex ciclista su strada italiano
- 21 febbraio - Donizete Oliveira, ex calciatore brasiliano
- 22 febbraio - Erica Alfridi, ex marciatrice italiana
- 22 febbraio - Glen Alvelais, chitarrista statunitense
- 22 febbraio - Delfina del Belgio, principessa belga
- 22 febbraio - Tony Nappo, attore canadese
- 22 febbraio - Bradley Nowell, cantautore e musicista statunitense († 1996)
- 22 febbraio - Elena Presti, attrice e cantante italiana
- 22 febbraio - Jeri Ryan, attrice statunitense
- 22 febbraio - Ulrike Stanggassinger, sciatrice alpina tedesca († 2019)
- 22 febbraio - Jayson Williams, ex cestista statunitense
- 23 febbraio - Juan Carlos Bazalar, allenatore di calcio e ex calciatore peruviano
- 23 febbraio - George Cutaș, politico romeno
- 23 febbraio - Johan Gielen, disc jockey belga
- 23 febbraio - Peter Hanrahan, ex calciatore irlandese
- 23 febbraio - Sonya Hartnett, scrittrice australiana
- 23 febbraio - Marc Price, attore statunitense
- 23 febbraio - Miguel Ángel Reyes, ex cestista spagnolo
- 24 febbraio - Bruno Aveillan, regista francese
- 24 febbraio - Francesco Baiano, allenatore di calcio e ex calciatore italiano
- 24 febbraio - Andy Berman, attore e produttore televisivo statunitense
- 24 febbraio - Monica Casaletto, politica italiana
- 24 febbraio - Kendall Cross, ex lottatore statunitense
- 24 febbraio - David Eugene Edwards, cantautore statunitense
- 24 febbraio - William Guerra, ex calciatore sammarinese
- 24 febbraio - Mitch Hedberg, comico statunitense († 2005)
- 24 febbraio - Martha Kelly, attrice statunitense
- 24 febbraio - Emanuele Naspetti, pilota automobilistico italiano
- 24 febbraio - Emanuele Rastelli, compositore e fisarmonicista sammarinese
- 24 febbraio - Steven St. Croix, attore pornografico statunitense
- 24 febbraio - Antonio José Valín Valdés, vescovo cattolico spagnolo
- 24 febbraio - John Veldman, ex calciatore olandese
- 24 febbraio - Martin Wagner, ex calciatore e procuratore sportivo tedesco
- 25 febbraio - James Blackwell, ex cestista statunitense
- 25 febbraio - Lesley Boone, attrice statunitense
- 25 febbraio - Massimo Ciocci, allenatore di calcio e ex calciatore italiano
- 25 febbraio - Eduardo Dominé, ex cestista argentino
- 25 febbraio - Evridiki, cantante cipriota
- 25 febbraio - Dominique Fillon, musicista francese
- 25 febbraio - Thomas G:son, compositore, musicista e produttore discografico svedese
- 25 febbraio - Mark Griffin, attore britannico
- 25 febbraio - Marie-Josèphe Jude, pianista francese
- 25 febbraio - Sandrine Kiberlain, attrice e cantante francese
- 25 febbraio - Rolf Koster, attore, doppiatore e cantante olandese
- 25 febbraio - Gabriella Lettini, teologa italiana
- 25 febbraio - Krister Nordin, ex calciatore svedese
- 25 febbraio - Massimo Parisi, politico e giornalista italiano
- 25 febbraio - Oumou Sangaré, cantautrice maliana
- 26 febbraio - Dmitrij Baškevič, ex calciatore uzbeko
- 26 febbraio - Tim Commerford, bassista statunitense
- 26 febbraio - Nicola Gennaro, architetto italiano
- 26 febbraio - Gaudenzio Godioz, ex fondista italiano
- 26 febbraio - Nebojša Ilić, dirigente sportivo e ex cestista serbo
- 26 febbraio - Wim Kiekens, ex calciatore belga
- 26 febbraio - Ed Quinn, attore statunitense
- 26 febbraio - Leif Rohlin, ex hockeista su ghiaccio svedese
- 26 febbraio - Luis Miguel Salvador, ex calciatore messicano
- 26 febbraio - Anja Straub, ex schermitrice svizzera
- 26 febbraio - Ross Partridge, attore, regista e sceneggiatore statunitense
- 26 febbraio - Carina Wiese, attrice tedesca
- 26 febbraio - Roberto De Candia, baritono italiano
- 27 febbraio - Gaetano Di Vaio, regista, produttore cinematografico e sceneggiatore italiano († 2024)
- 27 febbraio - Riccardo Michieletto, dirigente sportivo e ex pallavolista italiano
- 27 febbraio - Ståle Solbakken, allenatore di calcio e ex calciatore norvegese
- 27 febbraio - Elisa Uga, ex schermitrice italiana
- 27 febbraio - Loy Vaught, ex cestista statunitense
- 27 febbraio - Davit Zalk'aliani, diplomatico e politico georgiano
- 28 febbraio - Jorge Enrique Abello, attore e regista colombiano
- 28 febbraio - Éric Le Chanony, ex bobbista francese
- 28 febbraio - Ramón Otoniel Olivas, allenatore di calcio nicaraguense
- 28 febbraio - Karen Robinson, attrice canadese
- 28 febbraio - Gregor Stähli, ex skeletonista svizzero
- 28 febbraio - Eric Van Meir, allenatore di calcio e ex calciatore belga
- 29 febbraio - Chucky Brown, allenatore di pallacanestro e ex cestista statunitense
- 29 febbraio - Chen Zihe, ex tennistavolista cinese
- 29 febbraio - Pete Fenson, ex giocatore di curling statunitense
- 29 febbraio - Carlo Genta, giornalista, conduttore televisivo e conduttore radiofonico italiano
- 29 febbraio - Adrian Matei, allenatore di calcio e ex calciatore romeno
- 29 febbraio - Sadik Mujkič, ex canottiere sloveno
- 29 febbraio - John Patrick, allenatore di pallacanestro e ex cestista statunitense
- 29 febbraio - Bryce Paup, ex giocatore di football americano statunitense
- 29 febbraio - Monica Placchi, ex calciatrice italiana
- 29 febbraio - Marco Sinigaglia, ex calciatore italiano
- 29 febbraio - Frank Woodley, cabarettista, conduttore televisivo e attore teatrale australiano